# Ligne Seibu Yūrakuchō
Ne doit pas être confondu avec Ligne Yūrakuchō.
La ligne Seibu Yūrakuchō (西武有楽町線, Seibu-Yūrakuchō-sen) est une courte ligne ferroviaire de la compagnie privée Seibu à Tokyo au Japon. Elle relie la gare de Nerima à celle de Kotake-Mukaihara.
Sur les cartes, la ligne Seibu Yūrakuchō est de couleur violette et les stations sont identifiées par les lettres SI suivies d'un numéro.

## Histoire
La ligne a été ouverte le 1er octobre 1983 entre Kotake-Mukaihara et Shin-Sakuradai par le Teito Rapid Transit Authority (TRTA), prédécesseur du Tokyo Metro. La ligne est prolongée à Nerima en décembre 1994.

## Caractéristiques

### Ligne
- Longueur : 2,6 km
- Ecartement : 1 067 mm
- Alimentation : 1 500 Vcc par caténaire
- Nombre de voies : Double voie

### Services et interconnexions
La ligne permet de raccorder la ligne Seibu Ikebukuro aux lignes Yūrakuchō et Fukutoshin du Tokyo Metro, ce qui permet des services interconnectés entre les deux réseaux.

### Liste des gares
La ligne comporte 3 gares, identifiées SI06, SI37 et SI38.
| Numéro | Gare                | Nom japonais | Distance (km) | Correspondances                                                       | Ville         |
| ------ | ------------------- | ------------ | ------------- | --------------------------------------------------------------------- | ------------- |
| SI06   | Nerima              | 練馬         | 0             | Seibu : Ikebukuro (interconnexion), Toshima Toei : Ōedo               | Nerima, Tokyo |
| SI38   | Shin-Sakuradai (ja) | 新桜台       | 1,4           |                                                                       | Nerima, Tokyo |
| SI37   | Kotake-Mukaihara    | 小竹向原     | 2,6           | Tokyo Metro : Fukutoshin (interconnexion), Yūrakuchō (interconnexion) | Nerima, Tokyo |

## Matériel roulant
La ligne Seibu Yūrakuchō est parcourue par des trains suivants.

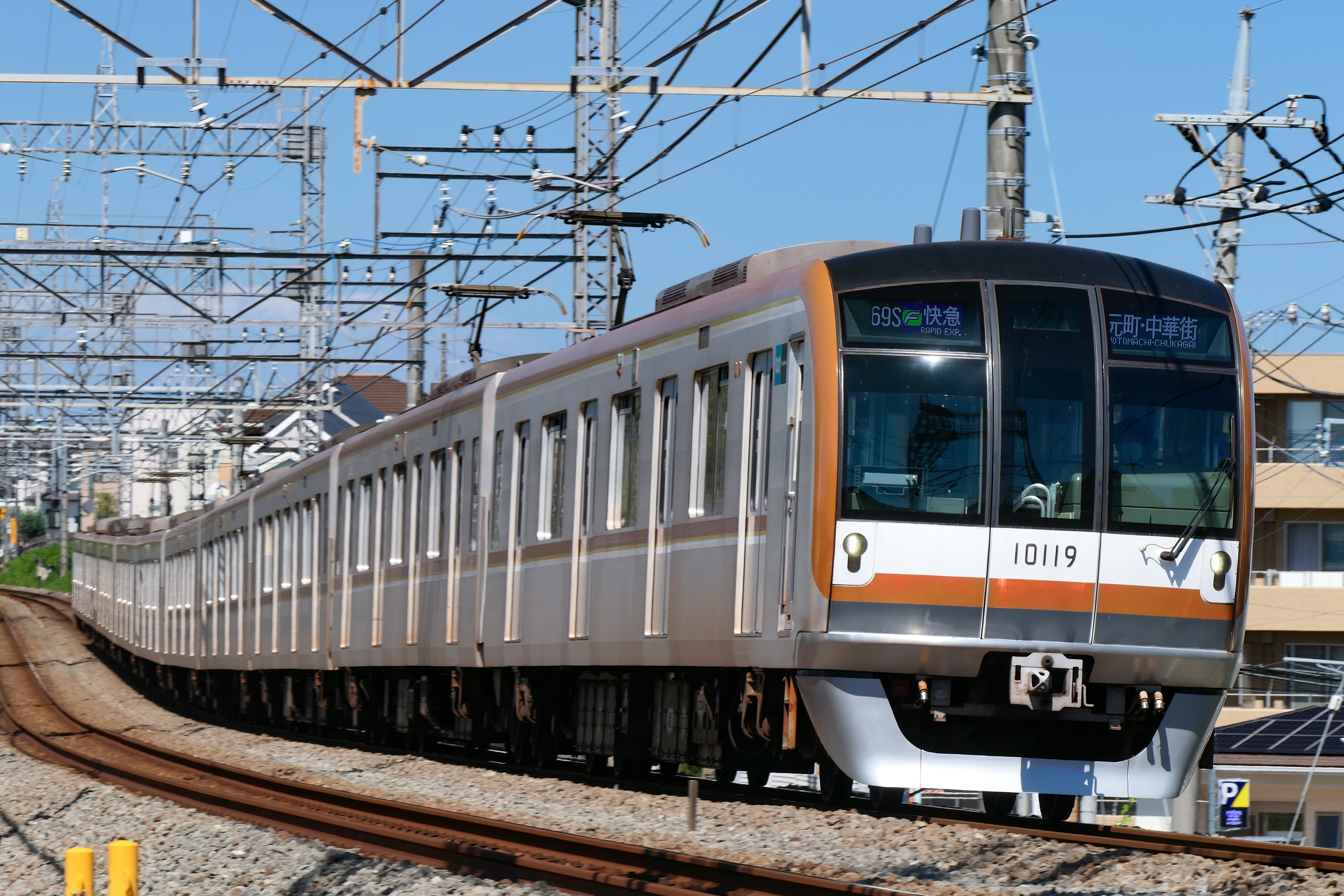
Tokyo Metro série 10000
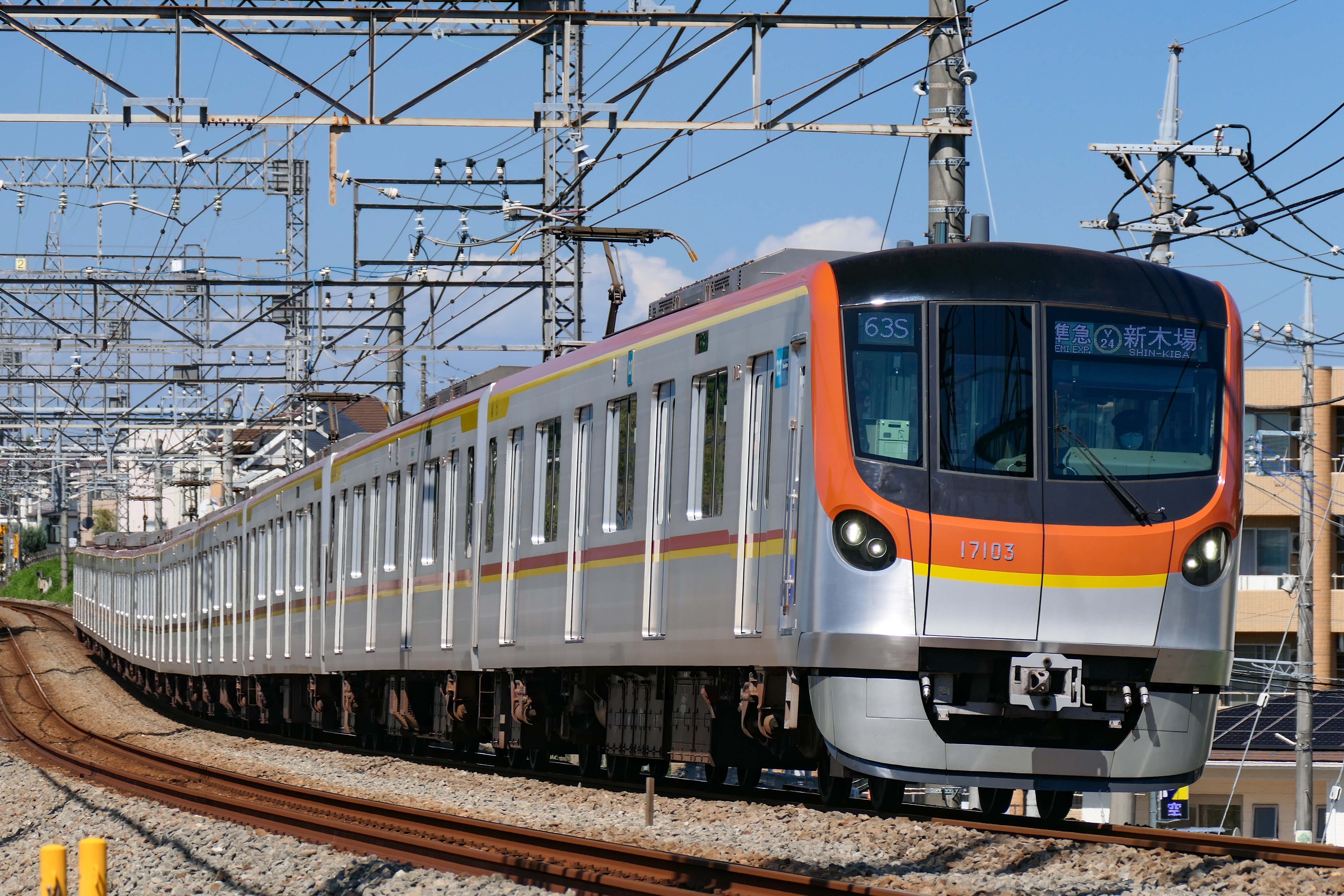
Tokyo Metro série 17000
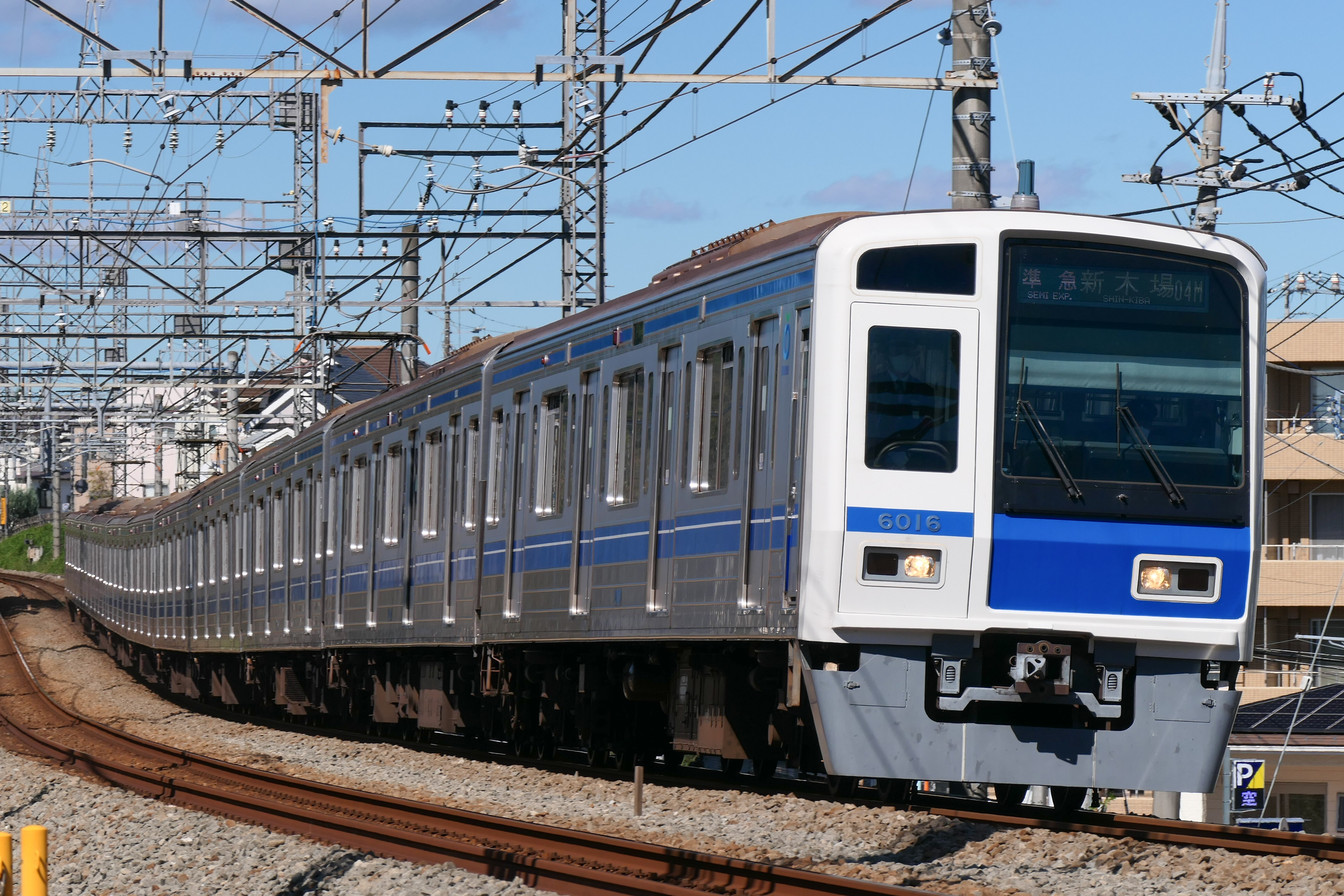
Seibu série 6000 / 6050
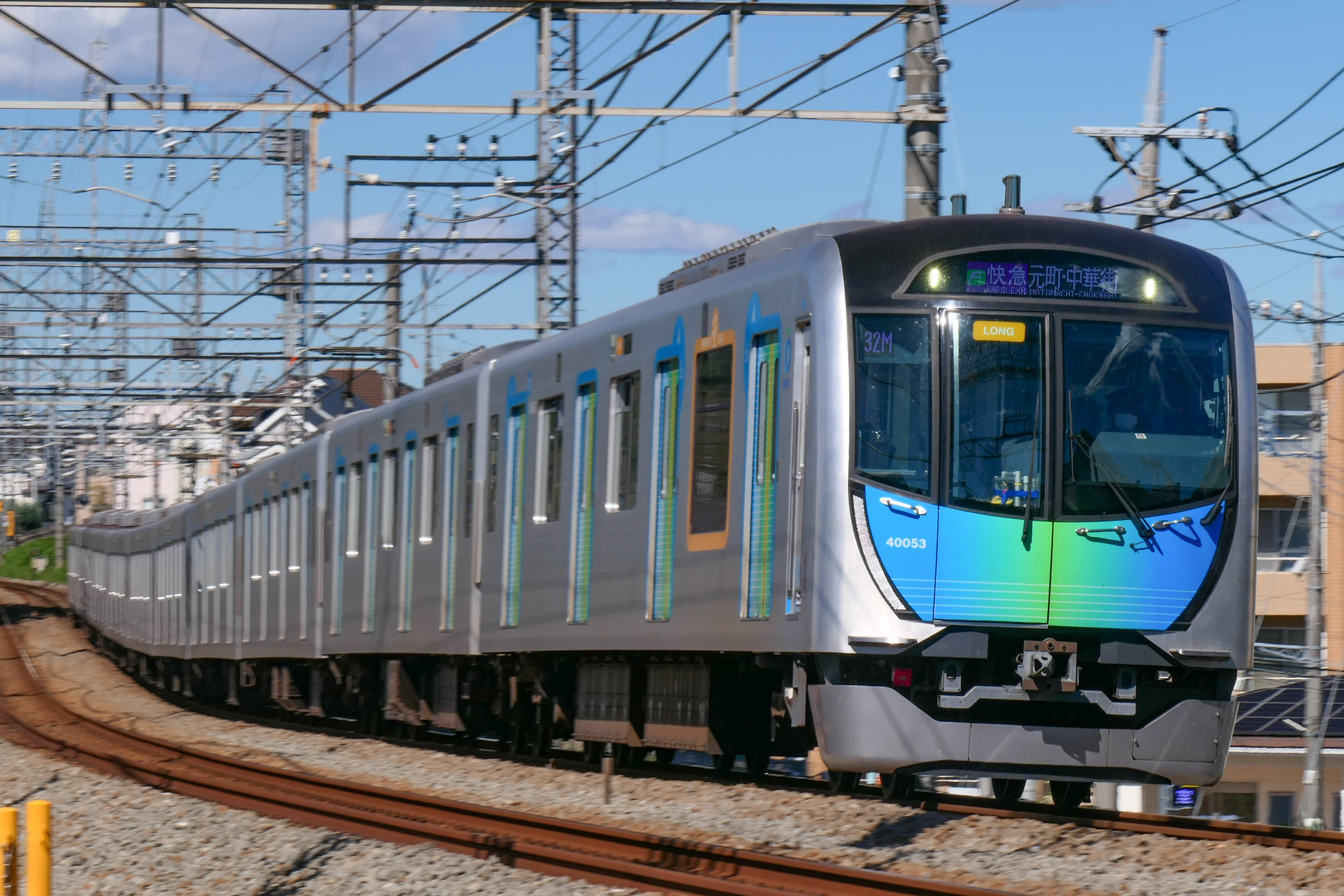
Seibu série 40000
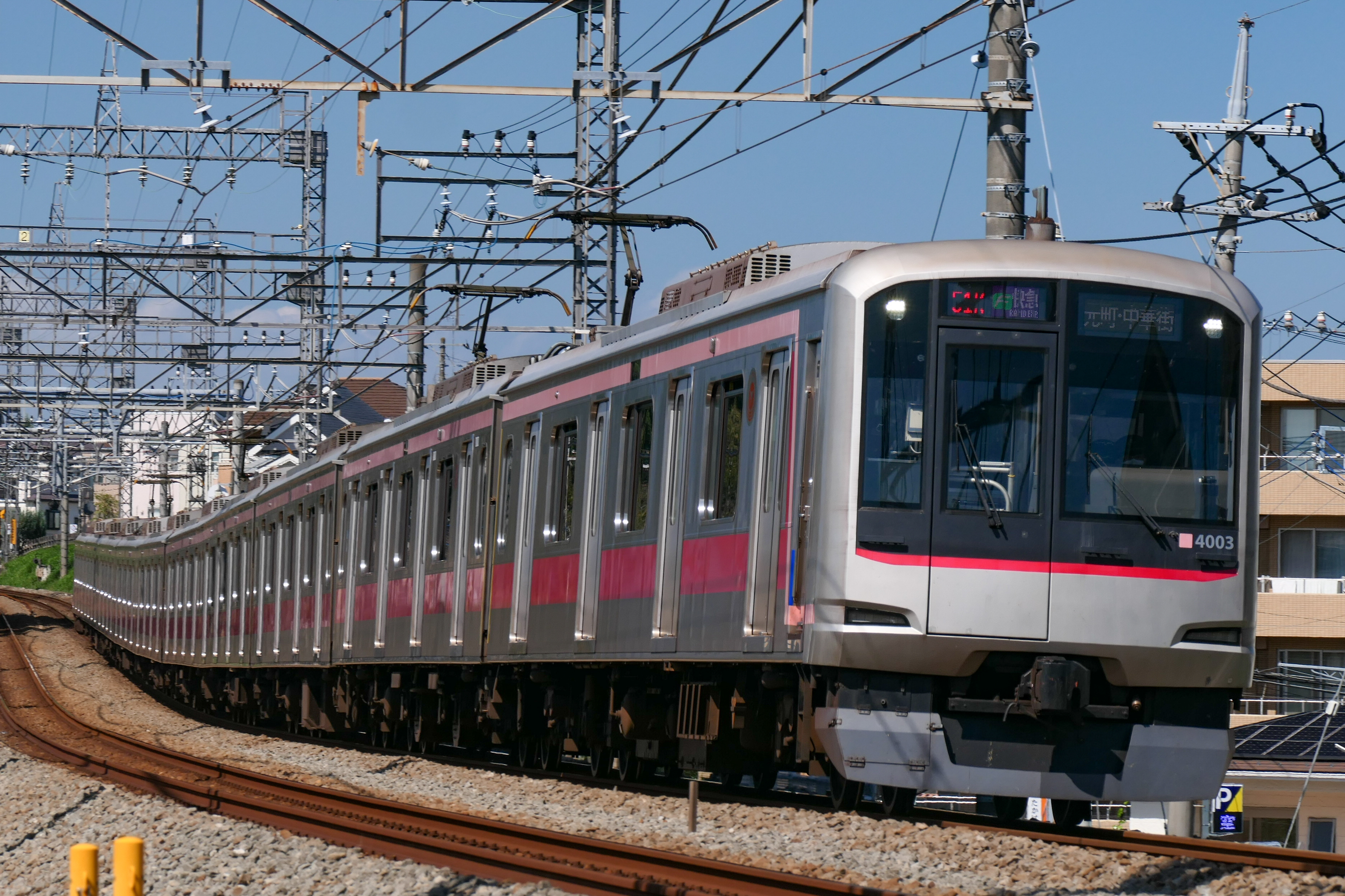
Tōkyū série 5050-4000
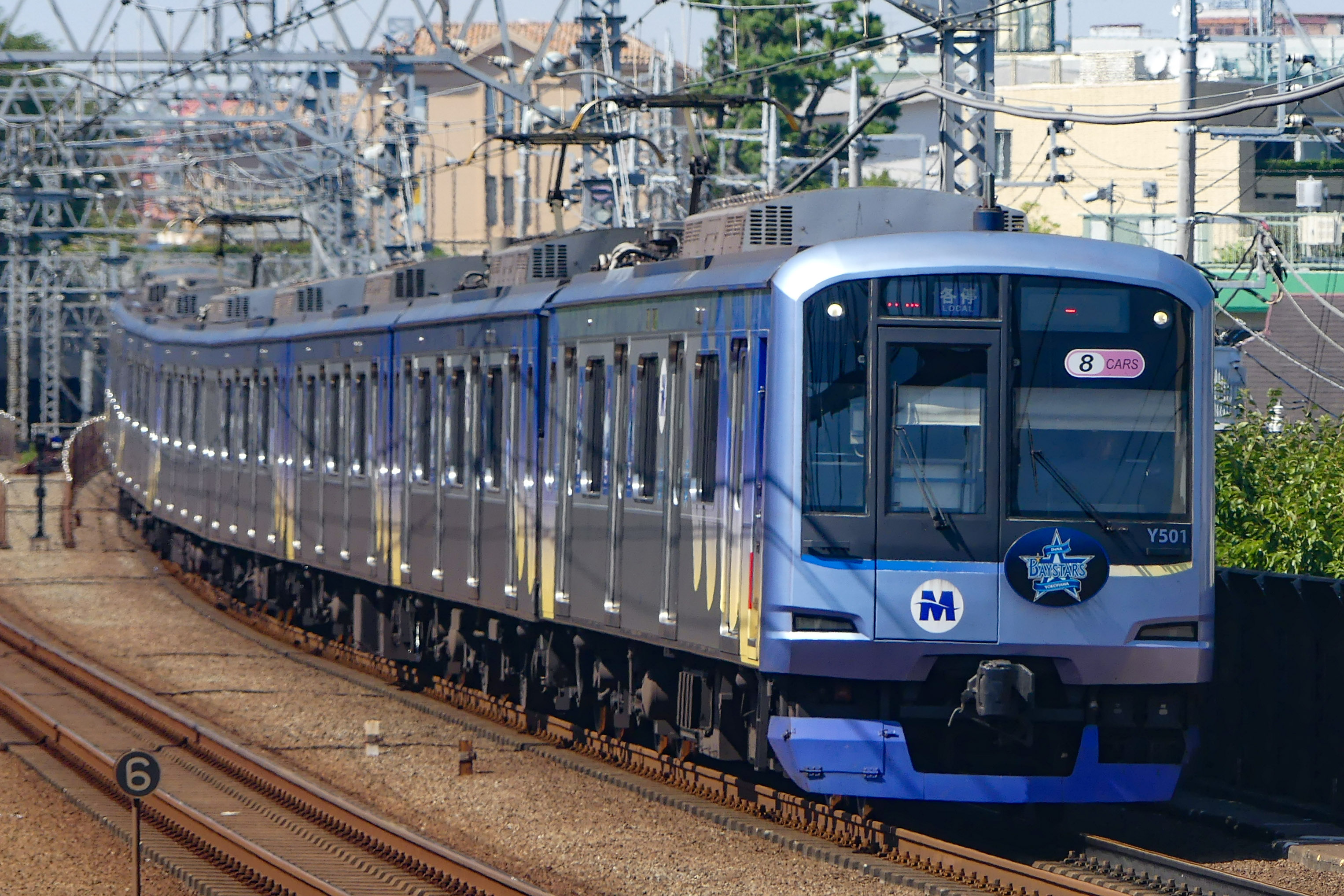
Yokohama Minatomirai Railway série Y500